# Game thủ
Game thủ (tiếng Anh: gamer) là thuật ngữ chỉ chung đến những người chơi các trò chơi mang tính tương tác (interactive games), phổ biến nhất là về trò chơi điện tử, mặc dù "trò chơi" ở đây có nghĩa rất rộng, còn có các hình thức khác, chẳng hạn như các trò chơi trên bàn (boardgame), chơi bằng thẻ bài hoặc thậm chí là cả thể thao (ở một số quốc gia, như Vương quốc Anh, thuật ngữ "chơi trò chơi" cũng đề cập đến cả cờ bạc hợp pháp). Có rất nhiều cộng đồng game thủ phổ rộng khắp thế giới. Kể từ khi Internet phát triển mạnh, thì các cộng đồng của các game thủ càng trở nên phổ biến thông qua các diễn đàn và các nền tảng mạng xã hội như Facebook, YouTube, và Twitch.

## Khái quát

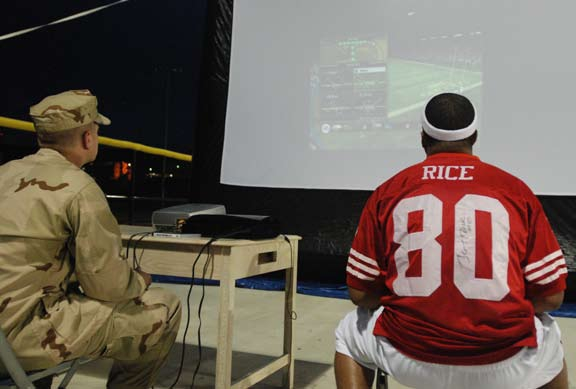
Người lính đang chơi trò chơi điện tử

Ở Mỹ, tuổi trung bình của một người chơi game là 30 tuổi và đã chơi trò chơi điện tử hơn 12 năm. Tại Anh vào năm 2007, con số ấy là khoảng 23 tuổi và đã chơi trò chơi điện tử trong hơn 10 năm, thậm chí là dành khoảng 11 tiếng một tuần để chơi. Theo Trung tâm Nghiên cứu của người Do Thái, 49% phần trăm người lớn đều đã chơi một trò chơi điện tử tại thời điểm nào đó trong cuộc đời. Người chơi điện tử thường được phân chia giữa nam và nữ, nam giới thì chiếm số đông hơn theo định nghĩa của một "Gamer".

### Nữ game thủ/Cô gái chơi game (Girl Gamer)

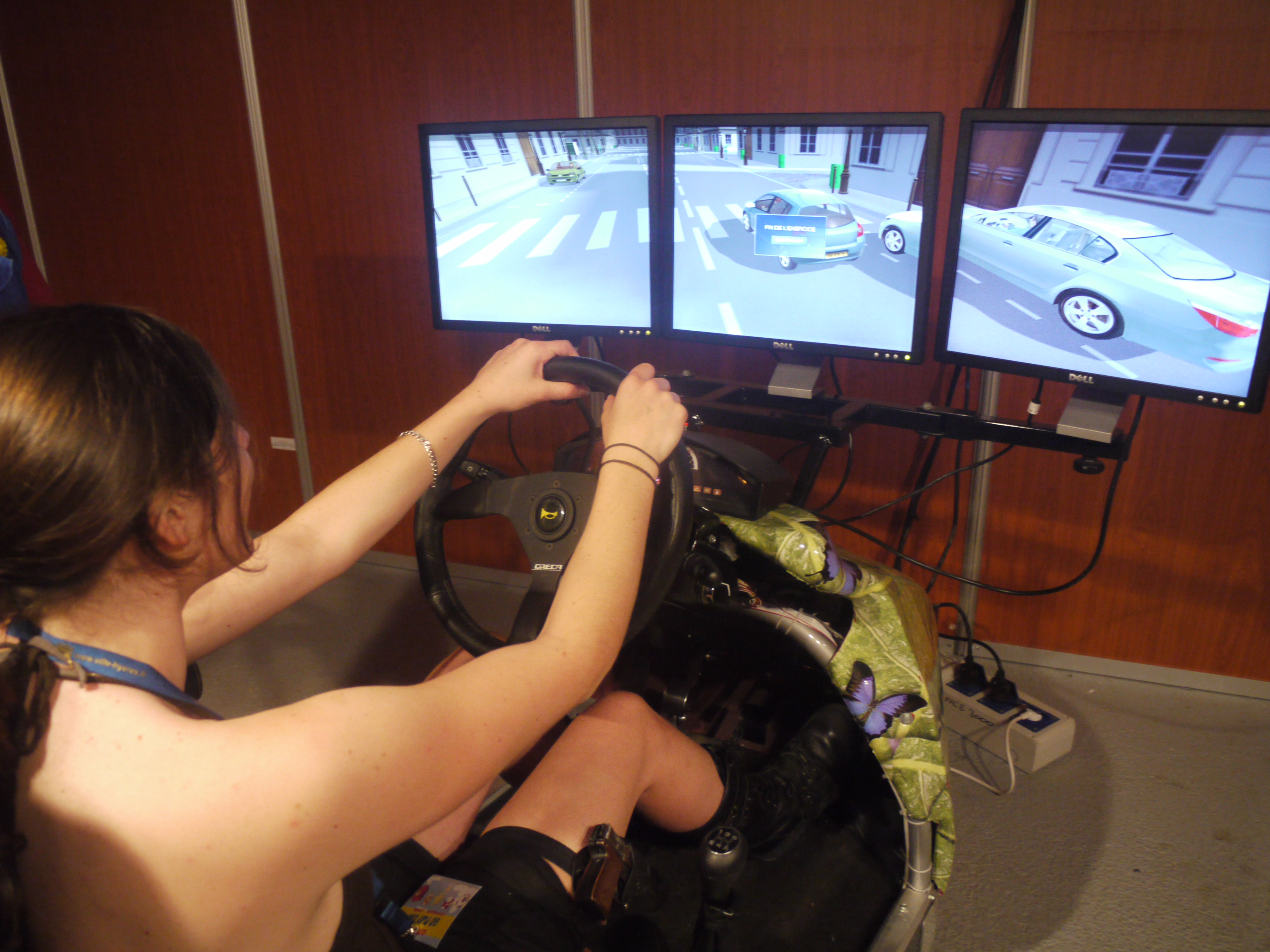
Một cô gái đang chơi Go Play One vào năm 2010

Một nữ game thủ / cô gái chơi game dùng để chỉ đến bất kỳ nữ giới nào thường xuyên chơi trò chơi điện tử. Theo một nghiên cứu do Hiệp hội Phần mềm Giải trí tiến hành năm 2009, 40% số người chơi trò chơi là phụ nữ và phụ nữ từ 18 tuổi trở lên chiếm 34% tổng số game thủ. Ngoài ra, tỷ lệ phụ nữ chơi game online (Trò chơi nhiều người chơi) đã tăng lên đến 43%, tăng thêm 4% so với năm 2004. Nghiên cứu tương tự cho thấy 48% người mua game là phụ nữ. Cách sử dụng từ "girl gamer" vẫn còn đang gây tranh cãi. Một số nhà phê bình tin rằng không có định nghĩa chính xác để nói về một gamer nữ.

### Người đồng tính chơi game (Gaymer)
Gaymer hoặc người đồng tính chơi game là thuật ngữ dùng để chỉ nhóm người nhận mình là LGBT (người đồng tính) và bày tỏ thói quen chơi trò chơi điện tử. Việc tham gia các trò chơi điện tử cho thấy là làm giảm bớt sự "cô lập" đến với cộng đồng người đồng tính từ chính họ và xã hội. Họ cũng tin rằng khi tỉ lệ người đồng tính chơi trò chơi điện tử gia tăng, sẽ góp phần tạo sự bình thường hoá với cộng đồng.

### Phân loại

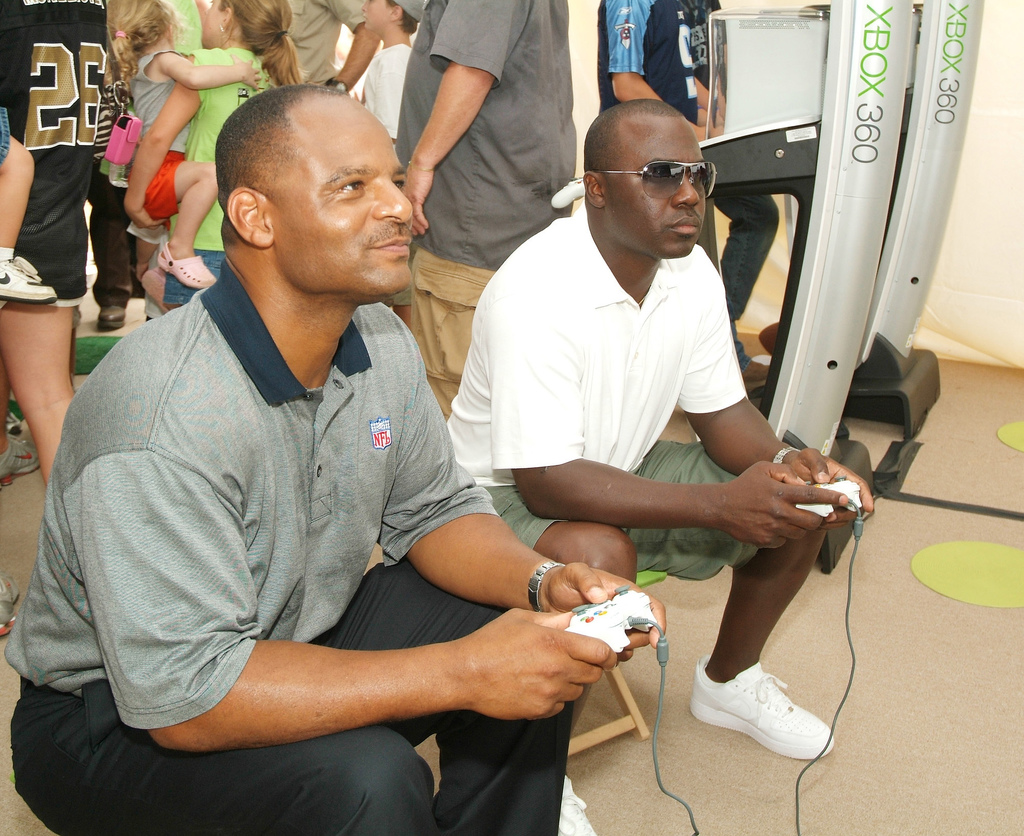
Hai người đàn ông đang chơi game

Thông thường các phương tiện truyền thông trò chơi, các nhà phân tích ngành công nghiệp game phân chia các game thủ thành nhiều cấp độ khác nhau. Các loại này đôi khi được phân chia theo mức độ cống hiến đến cho sản phẩm trong trò chơi đó, đôi khi chỉ đơn thuần là mức độ chơi game, và đôi khi là sự kết hợp của những yếu tố đó. Không có sự nhất trí chung về các định nghĩa của các loại này, mặc dù đã có nhiều nỗ lực để thống nhất trong ngôn từ. 
Tổng quan thì có các yếu tố chung sau: 
- Newbie: " Newbie ", (thường được rút gọn thành "noob", "n00b", hay "newb") là một từ lóng để chỉ đến một người mới biết đến, mới bắt đầu làm quen đến về việc chơi một trò chơi nhất định nào đó nói chung.
- Casual Gamer: tạm hiểu là "người chơi game thông thường", thuật ngữ thường được sử dụng cho những game thủ chủ yếu chơi các trò chơi bình thường. Người chơi này thường chơi các trò chơi được thiết kế dễ chơi, hoặc chơi các trò chơi với một cường độ chậm hơn so với các game thủ chuyên nghiệp. Các loại trò chơi mà những người này chơi cũng khác nhau, và hiếm khi sở hữu một máy chơi game chuyên dụng. Số lượng game thủ ở loại này chia làm nhiều lứa tuổi, giới tính. Thậm chí nếu theo định nghĩa chính xác của "game" thì kể cả người tham gia các trò chơi thể chất cũng tính vào loại này.Một game thủ đang chơi trò chơi trên Wii.

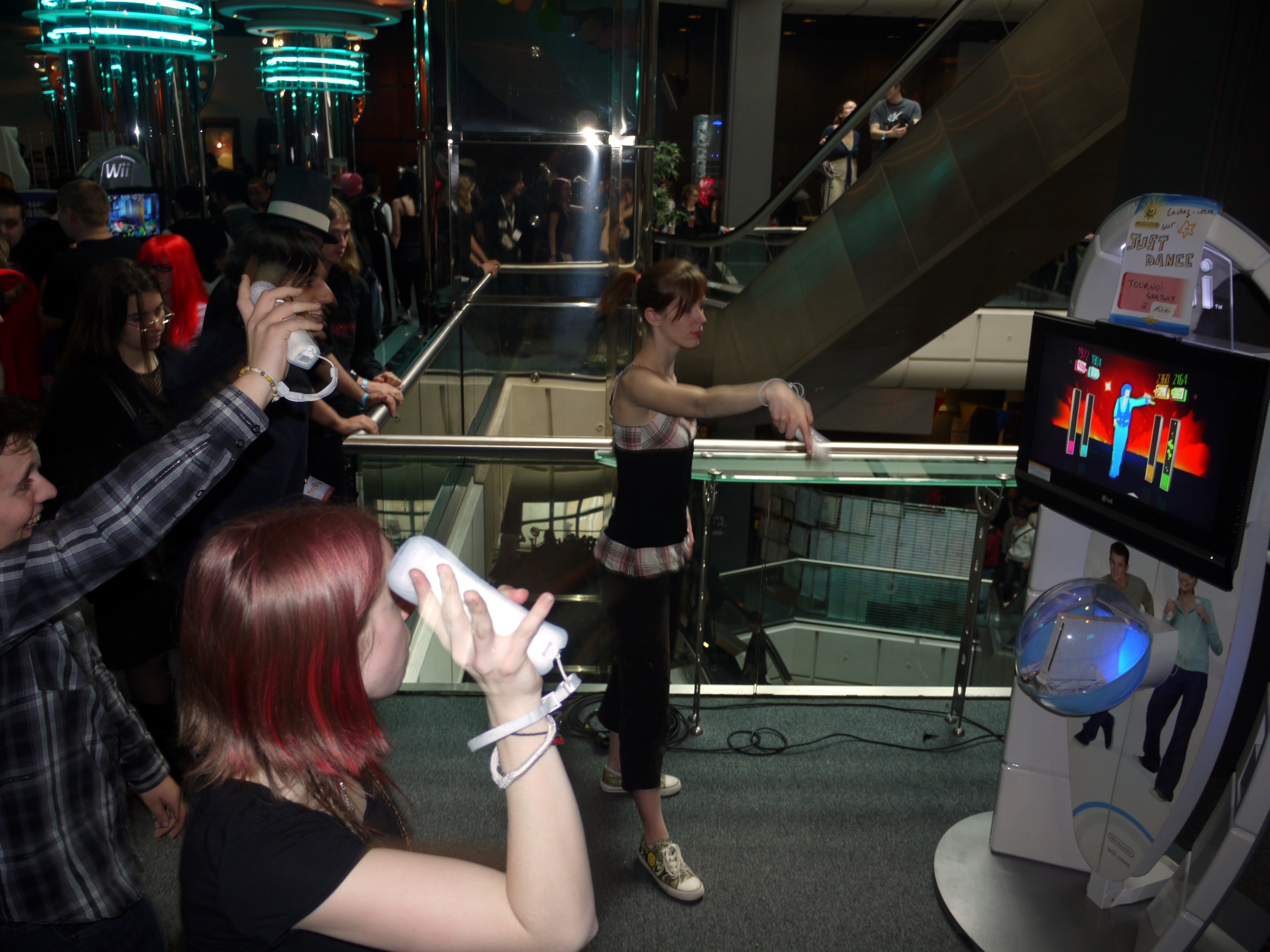
Một game thủ đang chơi trò chơi trên Wii.

- Core Gamer: "người chơi chính" là những người chơi có mức độ quan tâm đến game nhiều hơn nhiều so với các game thủ thông thường và có nhiều khả năng chơi các loại trò chơi khác nhau nhưng không quan tâm đến áp lực thời gian và cảm giác cạnh tranh thắng thua như một Hardcore Gamer. Nói cách khác một Newbie khi gia tăng nhiều mức độ quan tâm của họ đến trò chơi, chơi trong thời gian dài như một thói quen nhất định thì họ là một Core Gamer. Những người chơi này không nhất thiết là có máy chơi game chuyên dụng. Lực lượng người chơi này là mục tiêu chính được các nhà phát triển game nhắm đến, bởi họ cũng chiếm đông đảo trong cộng đồng game thủ chơi trò chơi điện tử. Chủ tịch Nintendo, ông Satoru Iwata, tuyên bố họ đã thiết kế Wii U để phục vụ cho các game thủ này, những người đang ở giữa mức Casual và Hardcore.
- Hardcore Gamer: "người chơi chuyên nghiệp" chỉ đến những người đã đạt đỉnh cao trong việc quan tâm đến chơi trò chơi điện tử, gần như đã trở thành một phần trong cuộc sống của họ. Do một mức độ lớn trong việc quan tâm đến chơi game, họ cũng thường có những kĩ năng chơi game tốt, họ chơi game nhấn mạnh đến áp lực thời gian (speedrun), cách thức chơi tinh vi, sự phức tạp khi chơi, luôn theo dõi đầy đủ thông tin về game và theo sát sự phát triển của phần cứng, phần mềm; những người chơi này thường luôn nâng cấp bộ máy chơi game của mình theo kịp với thời đại. Các phân loại trên cũng chỉ mang tính chất tương đối, một số game thủ của các loại có thể không mang toàn bộ các đặc điểm trên. Faker (Lee Sang-hyeok), một ví dụ điển hình của một game thủ chuyên nghiệp, thi đấu các giải thưởng quốc tế của League of Legends

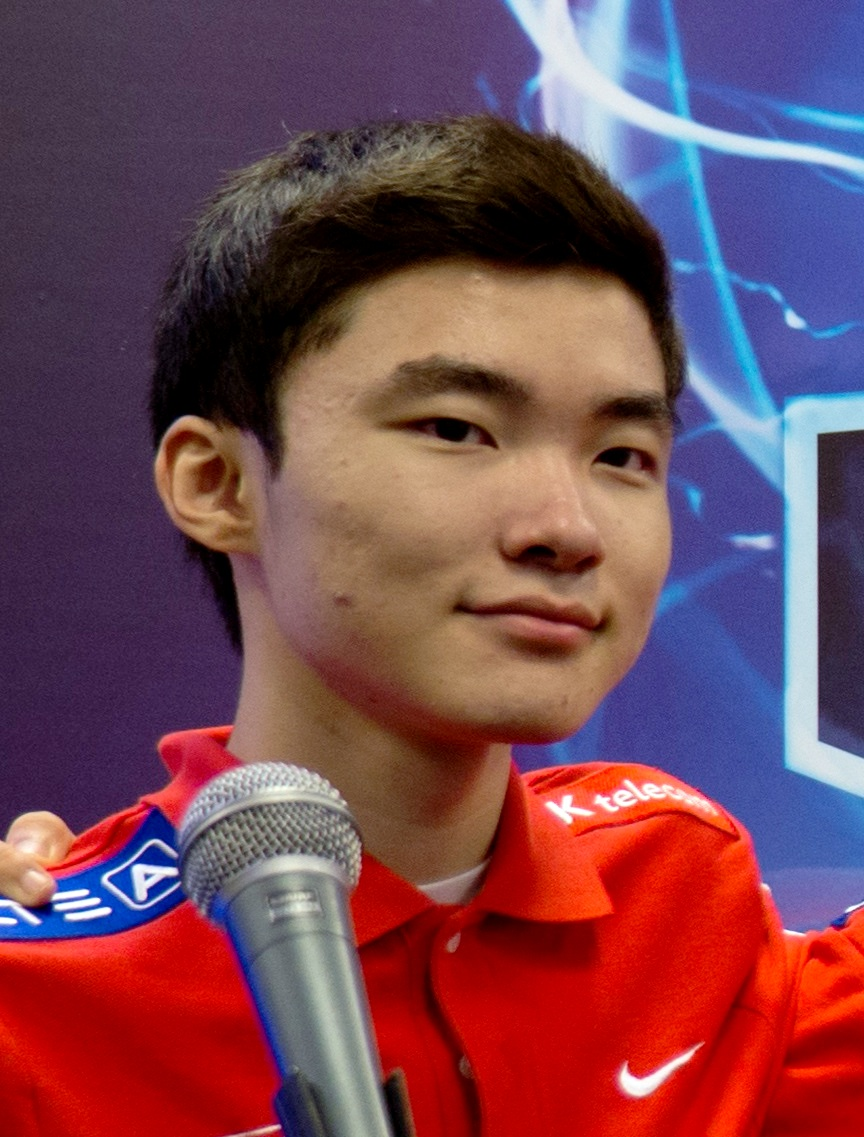
Faker (Lee Sang-hyeok), một ví dụ điển hình của một game thủ chuyên nghiệp, thi đấu các giải thưởng quốc tế của League of Legends

### Game thủ chuyên nghiệp (Professional Gamer)
Các game thủ chuyên nghiệp thường chơi trò chơi điện tử vì mục đích kiếm tiền hoặc để săn các giải thưởng chơi game. Họ thường là những người chơi game có kĩ năng tốt hoặc xuất sắc. Những người như vậy thường nghiên cứu kỹ lưỡng trò chơi để làm chủ nó và thường chơi trong các cuộc thi thể thao điện tử (eSports) chẳng hạn như Liên minh Huyền Thoại, DOTA 2,... Một gamer chuyên nghiệp cũng có thể là một loại game thủ khác, chẳng hạn như Hardcore Gamer, nếu anh ta đáp ứng các tiêu chí bổ sung cho loại game thủ đó. Tại các quốc gia Châu Á, đặc biệt là Hàn Quốc và Trung Quốc, các đội tuyển game thủ chuyên nghiệp được tài trợ bởi các công ty lớn và có thể kiếm được hơn 100.000 đô la Mỹ một năm. Năm 2006, Major League Gaming đã ký hợp đồng với một nhóm người chơi Halo 2 bao gồm Tom "Tsquared" Taylor và các thành viên của Team Final Boss với số tiền $ 250,000 đô la Mỹ.

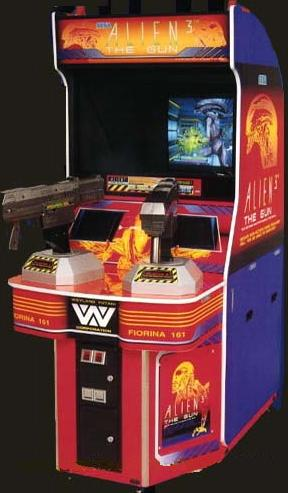

### Retrogamer
Là một gamer thích chơi, và thường xuyên thu thập đủ các trò chơi retro, trò chơi điện tử sử dụng đồng xu (arcade). Có thể coi họ là những game thủ cổ điển hoặc game thủ thế hệ cũ, những thuật ngữ phổ biến ở Hoa Kỳ. Các trò chơi này được chơi trên những phần cứng thời kì đầu, những thời điểm mà công nghiệp game mới nổi lên.

### Phân loại khác
Có một số phân loại khác về các game thủ dựa trên sở thích của họ về trò chơi đó:
- Achievers, những người chơi này thích đạt được tất cả thành tích trong game, hoàn thành tất cả nhiệm vụ (cả nhiệm vụ chính đến nhiệm vụ phụ), thông số trong game, thu thập tất cả các phần thưởng, danh hiệu. Nói cách khác là "phá đảo" toàn bộ game.
- Explorers, những người chơi này thích khám phá tất cả các khía cạnh của trò chơi, bao gồm các khu vực ẩn và những bí mật trong game, nghiên cứu về cơ chế của game. Những người này là những người chuyên đi tìm Easter Eggs, tìm hiểu, ít quan tâm tới việc hoàn thành game.
- Socializers, những người thích chơi trò chơi vì khía cạnh xã hội, muốn chia sẻ việc chơi trò chơi với mọi người, điển hình là các YouTuber, những người livestream khi chơi game...
- Beaters, những người chơi game thích cạnh tranh với những người chơi khác, nhấn mạnh đến việc thắng thua.

Ngoài ra việc phân loại game thủ còn chia ra nhiều phân loại khác dựa trên quy tắc chơi game của họ, cách thức xây dựng lối chơi, phản ứng của họ khi chơi game.

## Clan (Guild)
Một đặc tính khác của các game thủ đó là việc thành lập các clan (guild, group), thường là một nhóm các người chơi được hình thành, thường là dưới sự "lãnh đạo" không chính thức của một cá nhân hay nhóm người nào đó (Admin - quản trị viên). Các clan thường được tạo ra bởi các game thủ có cùng sở thích; các nhóm này kết nối các hội viên thành một cộng đồng "ngoại tuyến", giúp xóa đi các rào cản về địa lý, văn hoá. Một số nhóm chỉ bao gồm các game thủ chuyên nghiệp, những người tham gia giải đấu game; nhưng hầu hết các nhóm này được thành lập ra đơn thuần là gồm những nhóm người chơi có cùng sở thích, hỗ trợ lẫn nhau trong việc chơi, tìm hiểu game.

## Người chơi

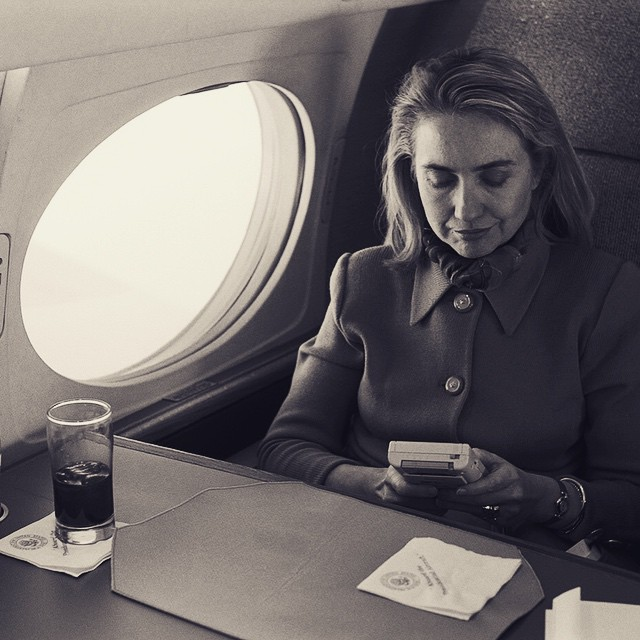
Hillary Clinton đang chơi Nintendo Game Boy trên chuyến bay đến Washington,DC

Việc chơi game thường gắn liền với con trai, nhưng sự đa dạng đối tượng chơi game ngày càng tăng theo thời gian, đặc biệt ngày nay là phụ nữ. Nhiều nhà phát triển game ngày nay đều nỗ lực tìm cách tối ưu các trò chơi của họ từ máy tính, điện thoại, console... để có thể phù hợp với nhiều thể loại đối tượng. Thị trường game dễ tiếp cận với nhiều loại đối tượng nhất là điện thoại thông minh, vì khác với máy tính cá nhân, console, điện thoại thông minh dễ sử dụng hơn, tiện lợi hơn và cũng đa dụng, ngày càng phát triển rộng thành một xu hướng cho nên game cũng dễ tiếp cận đến hơn.
Trong khi 48% phụ nữ ở Hoa Kỳ nói họ đã từng chơi trò chơi điện tử trong đời, thì trong số đó chỉ có 6% tự nhận là game thủ, trong khi ở nam giới thì con số đó là 15%. Tuy nhiên, tỷ lệ này đã tăng lên 9% ở phụ nữ tuổi từ 18-29. Chỉ có 4% trong số những người từ 50 tuổi trở lên tự nhận mình là game thủ.